# Alex Guénette
Pas d'image ? Cliquez ici
Alex Guénette (né le 25 avril 1996 à Terrebonne, au Québec) est un coureur automobile principalement actif dans la Série NASCAR Canadian Tire.

## Biographie
Après des années d’apprentissage en karting, il passe au stock-car en participant à une épreuve de la Série ACT Castrol en 2012 en fin de saison. Dès 2013, il passe en NASCAR Canadian Tire. Il termine 10e au championnat, grâce notamment à trois top 5 en douze départs, dont une deuxième place à l’Autodrome St-Eustache. Il participe aussi à l’épreuve de la série NASCAR Camping World à Mosport en Ontario.
En 2013 et 2014, il se fait aussi remarquer en participant aux World Series of Stock Car à New Smyrna Speedway en Floride en catégorie Pro Late Model en décrochant neuf top 5 en 12 départs.
En mai 2014, il termine 20e sur 36 partants à son premier départ en ARCA Racing Series au Talladega Superspeedway en Alabama.